# Tando Muhammad Khan

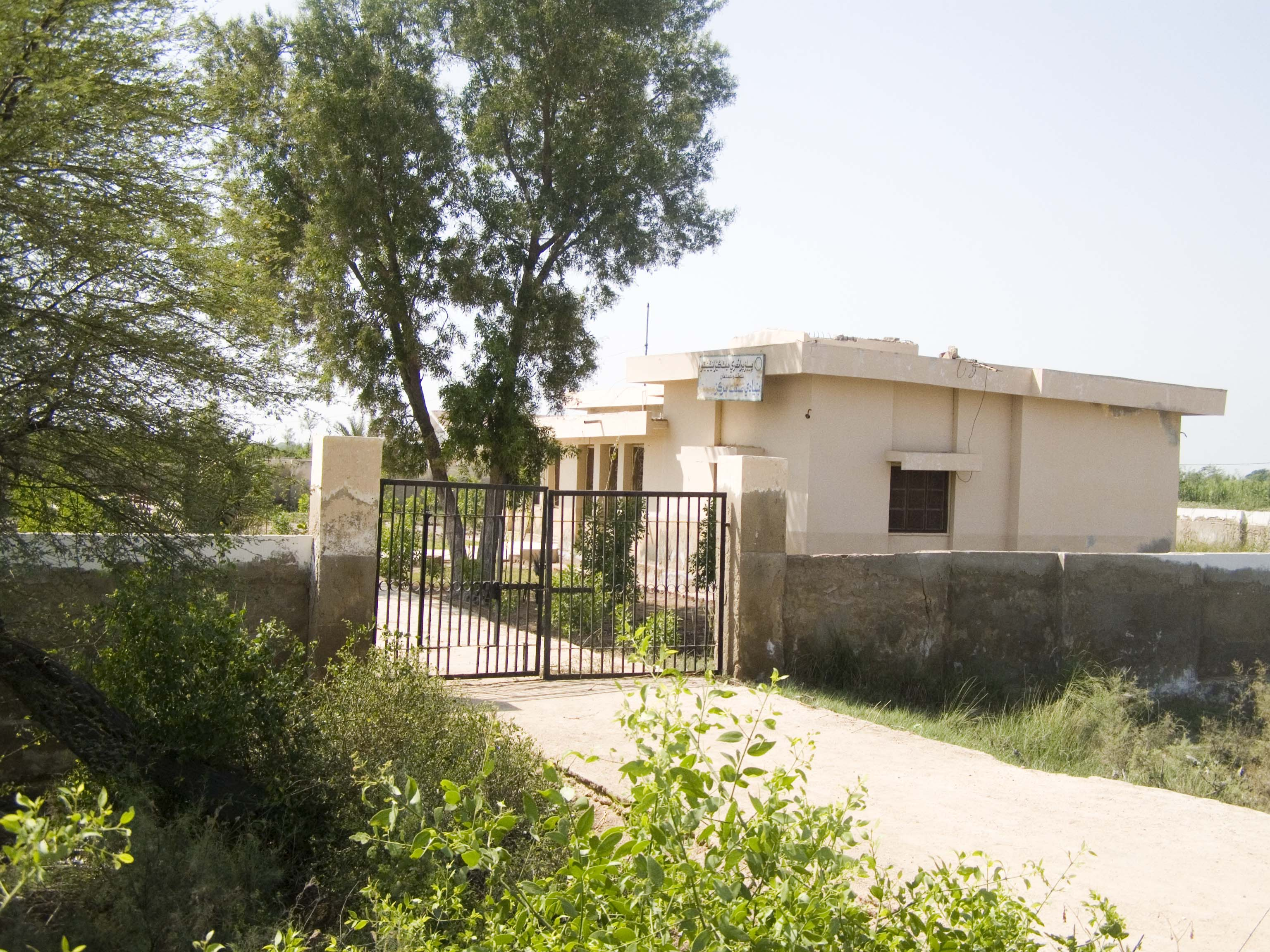

Tando Muhammad Khan est une ville du Pakistan, siège du district de Tando Muhammad Khan dans la province du Sind.
Sa population était de 101 863 habitants en 2017. En 2023, la population de la ville monte à 114 406 habitants.
La ville est essentiellement sindie, puisque plus de 85 % des habitants en parlent la langue, et on trouve une petite minorité parlant ourdou (7 %).
Majoritairement musulmane, la ville inclut une large minorité hindoue, comptant plus de 26 000 fidèles, presque 23 % des habitants de la ville.
Le taux d'alphabétisation de la ville s'élève à 60 % en 2023 (contre une moyenne nationale de 61 %), dont 68 % pour les hommes et 53 % pour les femmes.